# ResearcherID
ResearcherID es un sistema de identificación de autores científicos. Fue introducido en enero de 2008 por Thomson Reuters.
Este sistema trata de solventar el problema de la identificación de autores. En la literatura científica, es común citar el nombre, apellido e iniciales de los autores de un artículo. Sin embargo, hay casos de varios autores con el mismo nombre o las mismas iniciales, o de publicaciones que cometen errores al introducir los nombres, lo que da lugar a varias grafías para un mismo nombre, o distintos autores con una sola grafía.
En la página web de ResearcherID, se pide a los autores que enlacen su identificador a sus propios artículos. De esta manera, pueden mantener su lista de publicaciones actualizada y en línea. Así, es posible obtener la obra completa de un autor, ya que no todas las publicaciones están indizadas por Web of Science. Esto tiene particular relevancia en el caso de investigadores en campos que utilizan predominantemente artículos de conferencias revisados por pares (ciencias de la computación) o que se centran en la publicación de libros y capítulos (humanidades y disciplinas pertenecientes a las ciencias sociales).
El uso combinado del identificador de objeto digital (DOI) con el ResearcherID permite una asociación única entre autores y artículos científicos. Puede utilizarse para vincular investigadores con ensayos registrados o para identificar a otros colaboradores que trabajen en el mismo campo.
ResearcherID ha sido criticado por ser comercial y propietario, aunque también ha sido elogiado como «una iniciativa que aborda el problema común de la identificación errónea de autores».
Thomson Reuters ha permitido el intercambio de datos entre su sistema ResearcherID y ORCID.